# Пэрри, Мэри
Мэри Пэрри (англ. Mary A. Parry; 16 октября 1929 — 3 марта 2017) — британская фигуристка, выступавшая в спортивных танцах на льду. Бронзовый призёр чемпионата Европы по фигурному катанию в Гармиш-Партенкирхене (1966).

## Спортивная карьера
Вместе со своим партнером Роем Мэйсоном была членом Бирмингемского клуба танцев на льду, совместные выступления начали в 1955 г. Становились двукратными серебряными призерами национального первенства Великобритании (1960, 1962), в 1963 г. завоевали бронзовые медали. 
На чемпионате Европы по фигурному катанию в Гармиш-Партенкирхене (1966) завоевали бронзовые медали. 
По завершении карьеры фигуристки работала в качестве судьи, в частности, на зимних Олимпийских играх в норвежском Лиллехаммере (1994). Последние годы провела с Мэйсоном в Саттон-Колдфилде.

## Спортивные достижения
| Соревнования/Сезон        | 1957-58 | 1958-59 | 1959-60 | 1960-61 | 1961-61 | 1961-63 |
| ------------------------- | ------- | ------- | ------- | ------- | ------- | ------- |
| Чемпионаты мира           |         |         |         |         | 9       | 6       |
| Чемпионаты Европы         |         |         | 3       | 4       | 4       | 5       |
| Чемпионаты Великобритании | 6       | 4       | 2       |         | 2       | 3       |